# Hieracium djimilense
Hieracium djimilense es una especie de planta con flor del género Hieracium, de la familia Asteraceae, orden Asterales.

## Distribución
Hieracium djimilense se distribuye por Austria, Bulgaria, Cáucaso Norte, Rumania, Transcaucasia, Turquía y Yugoslavia.

## Taxonomía
Fue descrita científicamente por Boiss. & Bal. Fue publicada en P.E.Boissier, Fl. Orient.